# 円通寺 (小城市)
円通寺（えんつうじ）は佐賀県小城市小城町松尾にある臨済宗南禅寺派の仏教寺院。山号は三間山。

## 沿革
筑後三箇村の郡司であった三池氏の嫡子が氏寺として、白雉元年（650年）に開基・創健と伝わり小城市では最古の寺院である。その後、天台宗の「三箇寺」から平安時代中ごろに「三間寺」と改称される。鎌倉時代になると岩蔵寺の若訥宏弁が移住して、南宋から渡来した禅僧蘭渓道隆に師事したことで、弘安元年（1278年）禅宗の寺へと変容し現在の「円通寺」の根基が定まる。
その後千葉宗胤より、九州千葉氏の菩提寺となりその勢いは増し、鎌倉の建長寺を模した七堂伽藍を構築、貞和6年（1350年）三間名山 円通興国禅寺の称号を受け、鎌倉の建長寺、京都の南禅寺と並んで日本三興国禅寺として数えられる。影響力は佐賀西部一帯に及び、頭塔31か所、平寺47か所が管下にあった。しかし、千葉氏は戦国時代初期に東西に分裂し少弐氏、竜造寺氏、鍋島氏などに仕え勢力を衰微させてしまったため、寺の規模も縮小した。
明治期の廃仏毀釈のあおりを受けた事もあり当地一円に誇った菩提寺としての勢力も衰退を余儀なくされる。現在の小城町下町に大門堂という地名が残るのは山門がその付近に設えられていたことによるものとされており、当時の趣きを示す。

## 文化財

### 県指定文化財
- 木造持国天立像・木造多聞天立像

永仁2年（1294年）円通寺住持円定が湛幸・湛誉に作らせた。昭和34年3月20日指定。

### 市指定文化財
- 円通寺文書

円通寺に伝わる全13点の文書。蘭渓道隆・若訥宏弁・千葉宗胤に関する文書の他、後醍醐天皇・後宇多上皇など著名な人物からの書状。

### 関連文化財
- 慈恩寺所蔵　木造聖徳太子立像　（2018年度　国指定重要文化財指定予定）

1314年頃の作。三間寺で学んだ旨渕が京都西禅寺に至り、母の一周忌の供養のため造立した。胎内血書経により作成年代などが判明している。

## 所在地
- 佐賀県小城市小城町松尾